# مکمل (فیلم)
مکمل (لهستانی: Suplement) یک فیلم درام لهستانی به کارگردانی کشیشتف زانوسی است که در سال ۲۰۰۱ ساخته و در سال ۲۰۰۲ منتشر شد. این فیلم در بیست و چهارمین دورهٔ جشنواره بین‌المللی فیلم مسکو نمایش داده شد و برندهٔ دیپلم افتخار فدراسیون بین‌المللی منتقدان فیلم شد.
این فیلم دنباله و مکملِ داستانِ روایت‌شده در فیلم پیشین زانوسی به نام زندگی به مثابه بیماری آمیزشی مرگبار است.

## گزیدهٔ بازیگران
- شیمون بوبروفسکی
- تادئوش برادتسکی
- آگاتا بوزک
- مونیکا کشیفکوفسکا
- زبیگنیف زاپاشیه‌ویچ
- آندژی ماستالش
- یاتسک بورتسوخ
- ائوگنیوش پریویژینسف
- ماریا کِـلِـیدیش